# Сан-Жуан-де-Баштусу
Сан-Жуан-де-Баштусу (порт. São João de Bastuço; МФА: [ˈsɐ̃w ʒu.ˈɐ̃w dɨ bɐʃ.ˈtu.su]) — парафія в Португалії, у муніципалітеті Барселуш. Розташована в північно-західній частині країни, на теренах історичної португальської провінції Дору-Міню. Входить до складу округу Брага. За адміністративним поділом, чинним до 1976 року, терени парафії були складовою провінції Міню. Належить до Бразької архідіоцезії Католицької церкви. Патрон — Іван Хреститель. Площа — 1,9038 км². Населення — 661 особа (2011). Слабо урбанізований регіон. Густота населення — 347,2 осіб/км²
. Код — 030270.

## Назва
- Баштусу (Сан-Жуан) (порт. Bastuço (São João)) — офіційна назва[5].

## Населення
| Кількість мешканців | Кількість мешканців | Кількість мешканців | Кількість мешканців | Кількість мешканців | Кількість мешканців | Кількість мешканців | Кількість мешканців | Кількість мешканців | Кількість мешканців | Кількість мешканців | Кількість мешканців | Кількість мешканців | Кількість мешканців | Кількість мешканців |
| ------------------- | ------------------- | ------------------- | ------------------- | ------------------- | ------------------- | ------------------- | ------------------- | ------------------- | ------------------- | ------------------- | ------------------- | ------------------- | ------------------- | ------------------- |
| 1864                | 1878                | 1890                | 1900                | 1911                | 1920                | 1930                | 1940                | 1950                | 1960                | 1970                | 1981                | 1991                | 2001                | 2011                |
| 216                 |                     |                     |                     | 232                 | 210                 | 247                 | 280                 | 375                 | 425                 | 450                 | 606                 | 645                 | 694                 | 661                 |